# Port lotniczy Tainan
Port lotniczy Tainan (IATA: TNN, ICAO: RCNN) – port lotniczy położony w Tainanie, na Tajwanie. Obsługuje wyłącznie połączenia krajowe.

## Linie lotnicze i połączenia
- EVA Air obsługiwane przez Uni Air (Kinmen, Magong)